# 思茅叶蝉属
思茅叶蝉属（学名：Simaonukia）为叶蝉科的一个属。

## 下属物种
本属包括以下物种：
- 长刺思茅叶蝉 Simaonukia longispinus Li & Li, 2017